# Iosifalău
Iosifalău (deutsch Josefsdorf, ungarisch Újjózseffalva bzw. Józseffalva) ist ein Dorf im Banat, Rumänien.

## Geschichte
Nach dem Frieden von Passarowitz am 21. Juli 1718 wurde das Banat nach 164 Jahren Türkenherrschaft der Habsburgermonarchie angeschlossen und als kaiserliche Kron- und Kammerdomäne der Wiener Reichsregierung unterstellt. Es begann die habsburgische Kolonisierung des Banats durch die sogenannten Schwabenzüge. Das ehemals deutsche Dorf Josefsdorf zwischen Timișoara und Lugoj wurde 1882 gegründet.
Infolge des österreichisch-ungarischen Ausgleichs im Februar 1867 kam das Banat innenpolitisch unter ungarische Verwaltung. Es setzte eine gewaltige Magyarisierungswelle ein, die zu Beginn des 20. Jahrhunderts ihren Höhepunkt erreichte. Der Ort erhielt die amtliche Bezeichnung Józseffalva. Um 1900 wanderten zahlreiche Bewohner nach North Dakota in Amerika aus. Die neu erbaute Kirche wurde 1937 eingeweiht.
Am 4. Juni 1920 wurde das Banat infolge des Vertrags von Trianon dreigeteilt. Der größte, östliche Teil, zu dem auch Josefsdorf gehörte, fiel an das Königreich Rumänien. 1923 erhielt der Ort die amtliche Bezeichnung Iosifalău.
Infolge des Waffen-SS Abkommens vom 12. Mai 1943 zwischen der Antonescu-Regierung und Hitler-Deutschland wurden alle deutschstämmigen wehrpflichtigen Männer in die deutsche Armee eingezogen. Während des Zweiten Weltkrieges sind 39 Soldaten im rumänischen Heer bzw. in der deutschen Wehrmacht gefallen. Während der Deportation nach Russland 1945–1949 kamen 21 Bewohner um.
Das Bodenreformgesetz vom 23. März 1945, das die Enteignung der deutschen Bauern in Rumänien vorsah, entzog der ländlichen Bevölkerung die Lebensgrundlage. Der enteignete Boden wurde an Kleinbauern, Landarbeiter und Kolonisten aus anderen Landesteilen verteilt. Anfang der 1950er Jahre wurde die Kollektivierung der Landwirtschaft eingeleitet. Durch das Nationalisierungsgesetz vom 11. Juni 1948, das die Verstaatlichung aller Industrie- und Handelsbetriebe, Banken und Versicherungen vorsah, fand die Enteignung aller Wirtschaftsbetriebe unabhängig von der ethnischen Zugehörigkeit statt.
Die meisten deutschen Bewohner siedelten bereits nach dem Zweiten Weltkrieg ab 1945 bis 1989 nach Deutschland aus, viele weitere Anfang der 1990er Jahre. Im Jahr 2002 bezeichneten sich noch 20 Bewohner des Ortes als Deutsche. Die „Heimatortsgemeinschaft Josefsdorf“ im Banat wurde 1963 gegründet.
Der Ort gehört heute zur Gemeinde Topolovățu Mare.